# Titularbistum Sabadia
Das Bistum Sabadia (italienisch diocesi di Sabadia, lateinisch Dioecesis Sabadiensis) ist ein Titularbistum der römisch-katholischen Kirche.
Es geht zurück auf einen untergegangenen Bischofssitz in der gleichnamigen antiken Stadt, die in der römischen Provinz Europa (europäischen Teil der heutigen Türkei) lag. Der Bischofssitz war der Kirchenprovinz Heraclea Sintica zugeordnet.
| Titularbischöfe von Sabadia |                             |                                                   |                    |                    |
| Nr.                         | Name                        | Amt                                               | von                | bis                |
| 1                           | Johann Baptist Schauer      | Weihbischof in München und Freising (Deutschland) | 13. Juli 1928      | 15. September 1942 |
| 2                           | Benjamin Barrera y Reyes MI | Weihbischof in Santa Ana (El Salvador)            | 25. September 1942 | 1. März 1954       |
| 3                           | Leo Christopher Byrne       | Weihbischof in Saint Louis (USA)                  | 21. Mai 1954       | 31. Juli 1967      |